# Грисел
Грисел (грч. Αγκαθιά, Ангатија) је насељено место у општини Александрија у периферији Средишња Македонија, Грчка. Према попису из 2021. године било је 1.136 становника.
Према бугарском географу и историчару, Василу Канчову, у Гриселу је 1900. године живело 150 Словена хришћана. Село је вероватно имало више становника, јер је на попису из 1913. године забележен 571 становник. Почетком 20. века Грисел је изложен процесу хеленизације, чије је становништво било двојезично.